# Phrynobatrachus guineensis
Phrynobatrachus guineensis är en groddjursart som beskrevs av Jean Guibé och Lamotte 1962. Phrynobatrachus guineensis ingår i släktet Phrynobatrachus och familjen Phrynobatrachidae. IUCN kategoriserar arten globalt som nära hotad. Inga underarter finns listade i Catalogue of Life.